# Калао-трубач
Калао-трубач (лат. Bycanistes bucinator) — вид птиц из семейства птиц-носорогов.

## Распространение
Обитают в лесах на территории Бурунди, Мозамбика, Ботсваны, Конго, Кении, Намибии (Полоса Каприви) и в восточной части ЮАР.

## Описание
Масса тела от 450 г до 1 кг. Длина тела 58—65 см. Внешний вид подобен облику Bycanistes brevis. Отличительными чертами при этом являются полностью чёрная спина, белое брюшко, белые подкрылья (во время полёта заметны белые кончики крыльев), а также красная кожа на лице.

## Биология
Питаются фруктами и крупными насекомыми. В кладке 4—5 белых яиц. На клюве — большой серый шлем (у самок он меньше). Глаза коричневые или красные, окружены участком розовой кожи.

## В неволе
Этих птиц содержат в неволе (требуются большие клетки). Они весьма умны и обучаемы. Привязываются к владельцу, продолжительность жизни достигает 20 лет.

## Охранный статус
МСОП присвоил виду охранный статус LC.

## Галерея

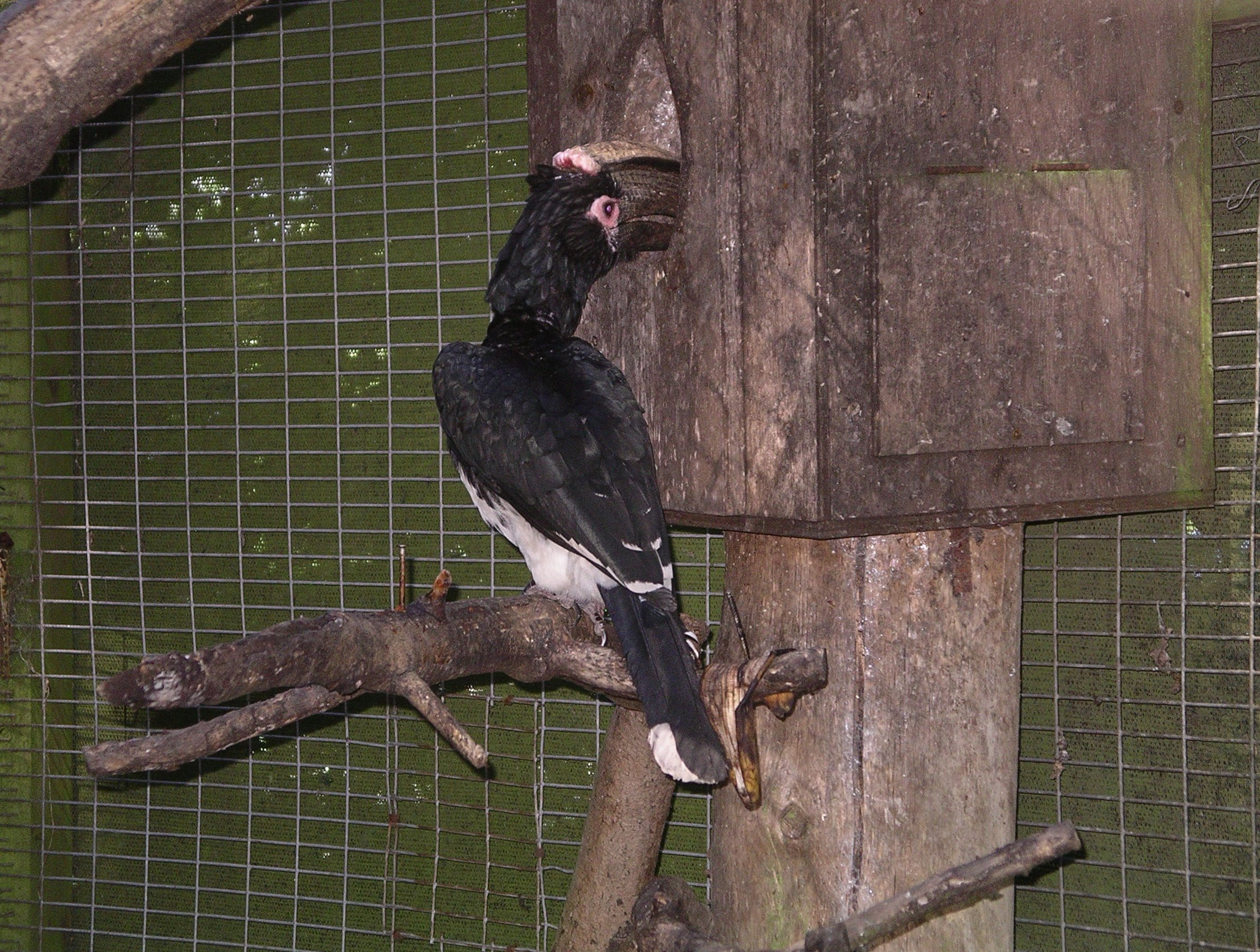
Самец кормит самку на искусственном гнезде
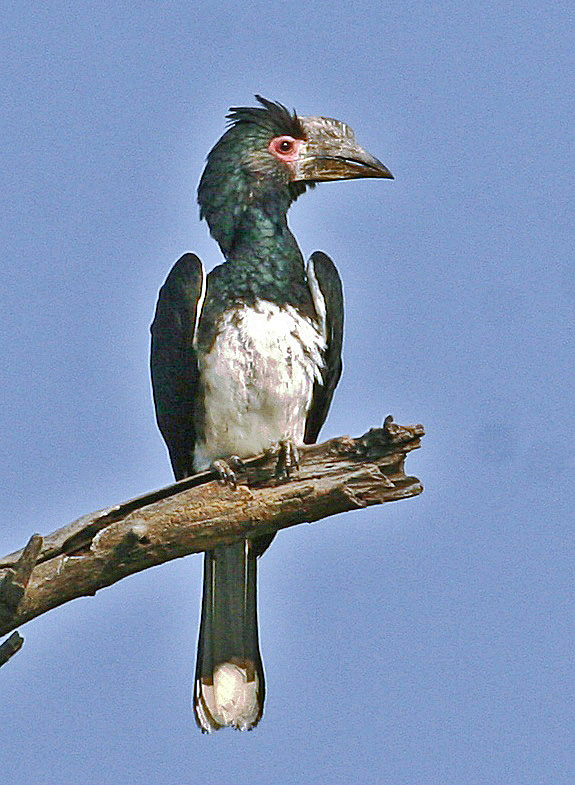
Самка в южной части Замбии
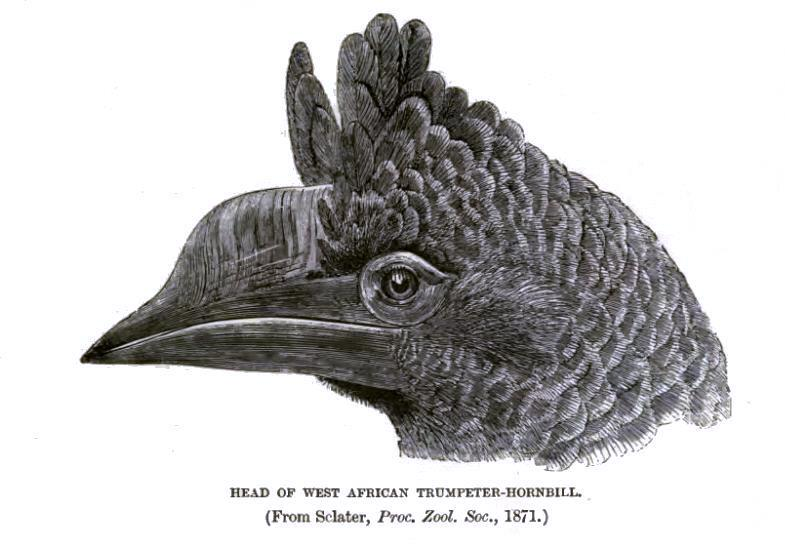
Голова самки в профиль
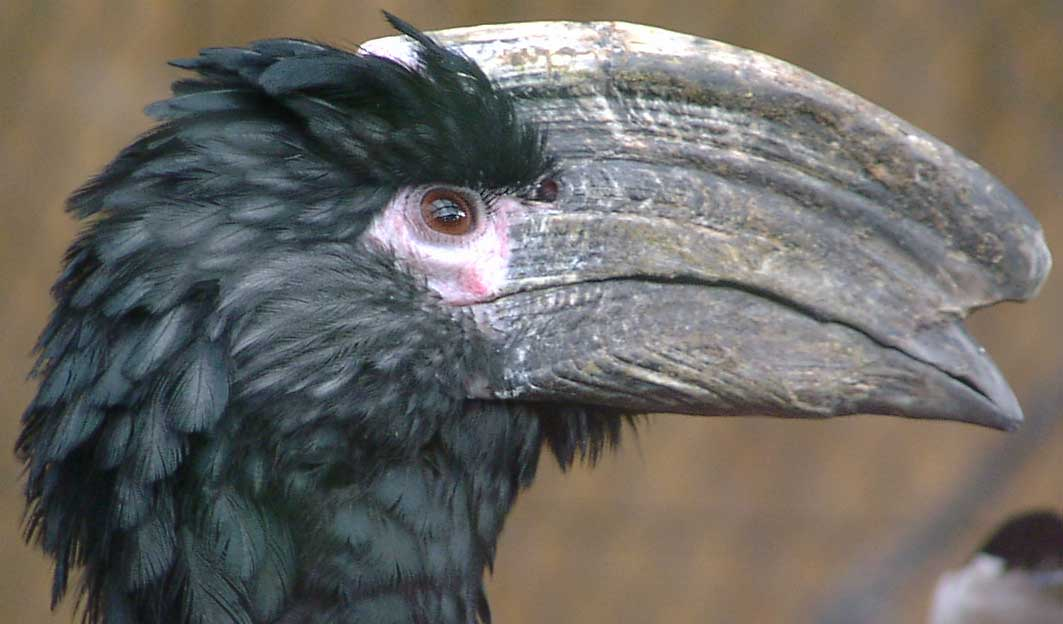
Голова самца в профиль